# Агнес (озеро)
А́гнес (англ. Lake Agnes, Mirror Lake) — цирковое озеро в Скалистых горах на юго-западе провинции Альберта в Канаде.
Располагается на высоте 2120 м над уровнем моря, на западе центральной части национального парка Банф Природоохранного округа № 9.
Популярный туристический объект.
Происхождение официального названия озера не совсем однозначно, согласно основной версии, озеро было названо в честь Сьюзен Агнес Макдональд — второй жены первого премьер-министра суверенной Канады, посещавшей эти места в 1886 году и озеро в первой половине 1890-х годов.